# سباق ثلاثي

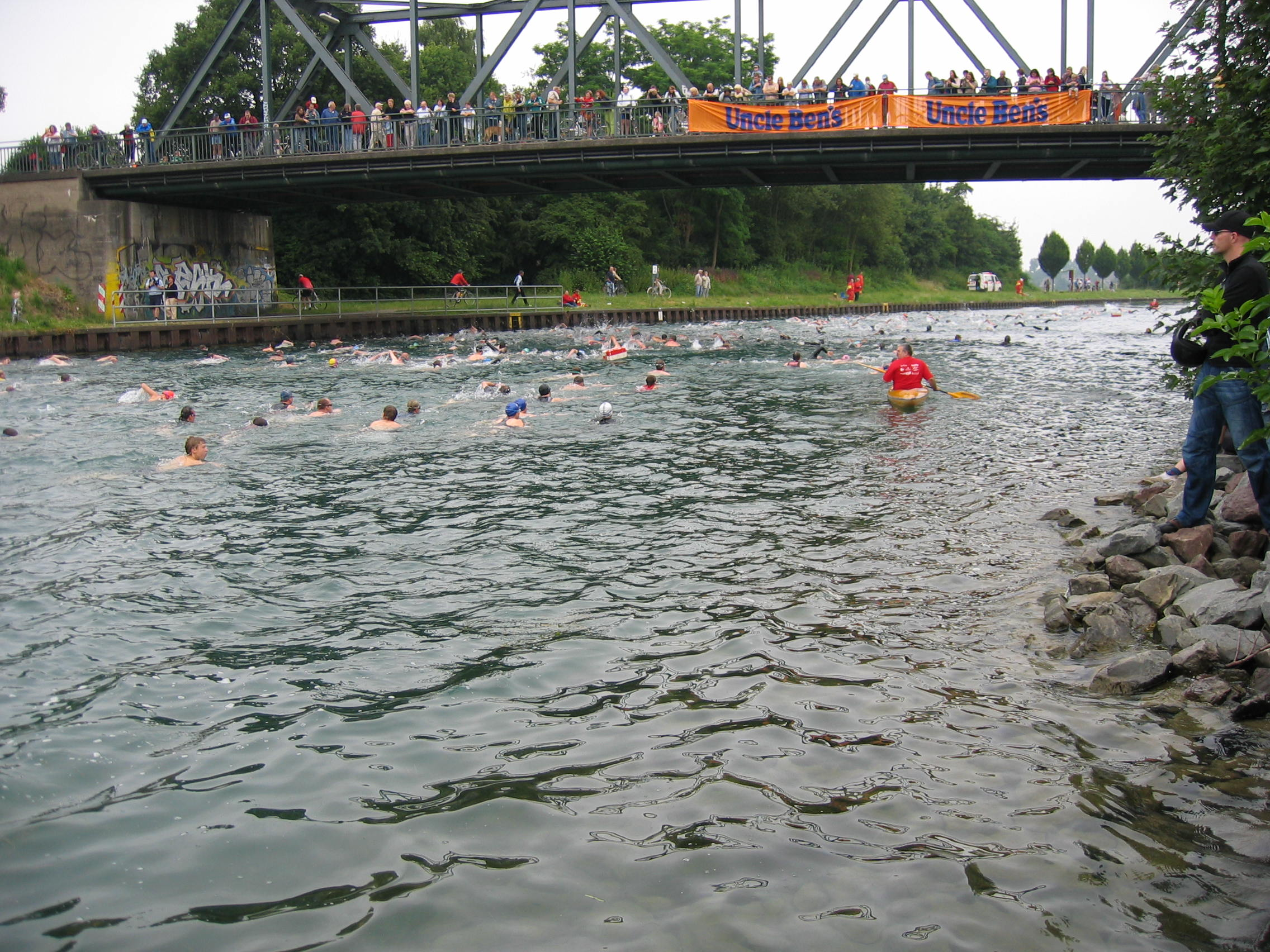
مرحلة السباحة في السباق

ترياثلون سباق ثلاثي، وهو أشبه بالماراثون، يبدأ بالسباحة ثم ركوب الدراجات، وينتهي بالجري، وهناك عدة أنواع منه الشتوي الذي يحتوي على التزلج على الجليد، والجبلي الذي لا يحتوي على السباحة. هذه اللعبة تعتمد أيضاً على سرعة التبديل بين الملابس والأحذية الخاصة بكل مرحلة من مراحل اللعبة.
الترياثلون لعبة مشاركة في الألعاب أولمبية.

## تاريخ اللعبة
اعتماداً على المؤرخ والكاتب سكوت تينلي، فاللعبة تعود بداياتها إلى فرنسا في الفترة ما بين 1920 و1930، وقد كانت تسمى آنذاك بـ "Les trois sports"،"La Course des Débrouillards" و"La course des Touche à Tout". هذا السباق يقام حاليا في فرنسا قرب منطقة جونفل لي بونت في ميولان وبويسي. في عام 1920 أوردت صحيفة (لي آتو) الفرنسية تقريراً عن السباق، ذاكرة أن المستابقين قد قعطوا 3 كيلومتر ركضاً، و12 كيلومتر بالدراجة، ثم قطعوا قناة مارن سباحة، وقد أنجزوا مراحل هذا السباق بدون فترات استراحة. كما أن هناك عدد من المقالات المنشورة في الصحافة الفرنسية عن سباق أقيم في مرسيليا عام 1927. وهناك أيضاً مقال نشر عام 1934 حول (الرياضة الثلاثية)، إذ أقيمت في مدينة روتشيلي بقطع قناة بطول 200 متر سباحة، وقيادة الدراجات بطريق يبلغ طوله 10 كيلومتر، ثم أخيراً تم الركض لمسافة 1200 متر في استاد أندريه باربيو.

### البدايات الحديثة
أقيم أول حدث حديث للسباحة / ركوب الدراجة / الجري في Mission Bay ، سان دييغو، كاليفورنيا في 25 سبتمبر 1974. تم تصميم السباق وإدارته من قبل اثنين من أعضاء نادي San Diego Track Club ، وهما جاك جونستون ودون شاناهان. يتذكر جونستون أنه كان جزءًا من رياضة الركض في السبعينيات في أمريكا وأنه بعد دخوله في سباقات قليلة لم يستعيد «لياقته المتوسطة» على الرغم من أنه كان عضوًا في 1957 Collegiate وAAU فرق السباحة الأمريكية. ثم في عام 1973، علم جونستون ببياثلون عيد ميلاد ديف باين، وهو سباق بطول 4.5 ميل يتبعه ما وصف بأنه سباحة ربع ميل (كانت المسافة الفعلية بين 200 و 300 ياردة). في العام التالي بعد التنافس في الحدث للمرة الثانية ووضعه في المراكز العشرة الأولى، رغب جونستون في المزيد من هذا النمط من السباق وبتركيز مماثل على السباحة، لذلك قدم التماسًا إلى رئيس نادي San Diego Track Club الذي أخبره أنه سيفعل ذلك. أضف سباقًا إلى تقويم النادي ولكن كان الأمر متروكًا لجونستون لتنظيم السباق وفي نفس الوقت للاتصال بـ Don Shanahan حتى لا يكون هناك الكثير من السباقات «الغريبة» في جدول النادي. أخبر شاناهان جونستون أنه يريد تضمين ساق ركوب الدراجات في السباق، بينما وافق جونستون المتردد على الإضافة. عند تسمية الحدث، استخدم الزوج نظام التسمية المتفق عليه بشكل غير رسمي لحدث متعدد الرياضات (مستخدم بالفعل لـ الخماسي، السباعي،
و العشاري، لاستخدام البادئة اليونانية نو... ومن الجدير بالذكر أن أيا من المؤسسين لم يسمع بالأحداث الفرنسية، وكلاهما يعتقد أن عرقهما فكرة فريدة.
بدأ السباق يوم الأربعاء الموافق 25 سبتمبر 1974. بدأ الأمر بحلقة طولها ثلاثة أميال، ثم ركوب الدراجة مرتين حول جزيرة فييستا لمسافة خمسة أميال إجمالاً، ثم ينزل المشاركون من الدراجات ويخلعون أحذيتهم ويركضون في تسبح المياه إلى البر الرئيسي، ثم تجري حافي القدمين قبل السباحة مرة أخرى على طول الخليج، ثم تسبح مرة أخيرة حتى مدخل جزيرة فييستا قبل الزحف إلى ضفة ترابية شديدة الانحدار حتى تنتهي. لم يكن معظم المشاركين سباحين ماهرين، لذا جند جونستون ابنه البالغ من العمر 13 عامًا ليطفو على لوح التزلج ويعمل كحارس إنقاذ. أيضًا، استغرق بعض المشاركين وقتًا أطول من المتوقع، وبدأ الظلام في الظهور عند الانتهاء من السباحة. يتذكر شاناهان أنهم أوقفوا بعض السيارات وأضاءوا المصابيح الأمامية حتى يتمكن الرياضيون من الرؤية. فاجأ العدد الكبير من الوافدين (46) جونستون وشاناهان بالمشاركين بشكل رئيسي من أندية الجري المحلية، واثنان من الوافدين البارزين جودي وجون كولينز، بعد أربع سنوات وجدوا الحدث الذي لفت الانتباه الدولي إلى الرياضة الجديدة الرجل الحديدي هاواي.

### الهجرة الأوروبية
مع تزايد شعبية الرياضة في الولايات المتحدة، بدا انتشارها خارج البلاد أمرًا لا مفر منه، بحلول عام 1980، شق الترياتلون طريقه عبر المحيط الأطلسي إلى شمال أوروبا مع أول سباق ثلاثي أوروبي أقيم في 30 أغسطس 1980 في بلزن، تشيكوسلوفاكيا. تليها هولندا وبلجيكا وألمانيا الغربية، واستضافت جميعها حدثًا في عام 1981، لكن التغطية الإعلامية لهذه الأحداث تكاد تكون معدومة.
ثم في عام 1982، عمل منظم الحدث IMG بالشراكة مع القناة الأمريكية CBS (المنافس المباشر لـ ABC الذي يمتلك الحقوق الحصرية في هاواي)، لإنشاء حدث جديد سيقام في أوروبا. كان الهدف الأولي هو إنشاء مسابقة رئيسية جديدة، وهي مسابقة الترياثلون الأوروبية، بهدف أن تكون من نفس الحجم والهيبة للتنافس مباشرة مع هاواي. في الأصل، كان من المقرر استضافة الحدث في موناكو، ولكن مع وفاة الأميرة غريس في سبتمبر 1982، تم إنهاء الاتفاقيات السابقة؛ ومع ذلك، رفضت IMG إلغاء الحدث لذلك أعيد تنظيمه ليتم استضافته في نيس، فرنسا.أول نيس ترياثلون أقيمت في 20 نوفمبر 1982 حيث بدأ سبعة وخمسون متسابقًا، لمسابقة غير محددة والتي تتكون من 1500 متر من السباحة و 100 كيلومتر من ركوب الدراجات وماراثون. في ديسمبر من ذلك العام، بثت محطة التلفزة الوطنية فرانس 2 برنامجًا، Voyage au bout de la souffrance (رحلة إلى نهاية المعاناة) الذي عرض بالتفصيل أحداث نيس Triathlon.صدم هذا البرنامج الكثيرين الذين شاهدوه وكان تقديم الرياضة لعامة الناس. انتقد بعض عشاق الرياضات التقليدية بشدة هذه الممارسة الجديدة حيث تم نقل سبعة من المشاركين إلى المستشفى بسبب السباحة، حيث كانت درجة حرارة البحر الأبيض المتوسط 14 درجة مئوية فقط. على الرغم من هذا النقد، نجحت خطة IMG وطوال الثمانينيات. كان سباق الترياثلون الجميل، إلى جانب هاواي، أحد سباقين مهمين للمسافات الطويلة كل عام لجوائز مالية واهتمام وسائل الإعلام.
شهد عام 1985 إنشاء أول هيكل دولي للترياثلون، وهو الاتحاد الأوروبي للترياثلون (ETU) بهدف توحيد هياكل الترياثلون في كل دولة أوروبية والعمل كقوة موازنة للترياثلون الأمريكية في إنشاء اتحاد عالمي في المستقبل.في العام التالي، اجتمعت الدول الإحدى عشرة التي شكلت اتحاد النقابات في بروكسل لتوحيد الهياكل الوطنية لكل دولة أوروبية. خلال هذا الوقت سيطرت فرنسا على المناقشات، حيث كانت الاتحاد الوحيد المعترف به من قبل لجنتها الأولمبية الوطنية. مع شرعية CONADET ، رائد اتحاد الترياثلون الفرنسي (FFTri)، الذي ينظم الترياثلون في فرنسا منذ عام 1984، أصبح النظام الفرنسي قياسيًا في جميع أنحاء أوروبا.

### اتحاد عالمي
كانت المحاولة الأولى لإنشاء كيان عالمي للترياثلون هي اتحاد الترياثلون الدولي (TFI)، حيث كان يضم 22 عضوًا فقط معظمهم من الاتحادات الأوروبية الوطنية. لكن على الفور، اندلعت معارك التأثيرات بين الاتحادات الأوروبية والبريطانية الأمريكية حول العديد من القضايا، لا سيما في ضوء نظام التصويت المواتي للاتحاد، مما تسبب في حدوث تصدع فوري ولم يؤسس الاتحاد الانتقالي نفسه بالكامل. في نفس الوقت تقريبًا، أجرى الكندي ليه ماكدونالد محادثات مع خوان أنطونيو سامارانش، رئيس اللجنة الأولمبية الدولية. كان سامارانش قد أعلن بالفعل عن نيته إضافة الترياثلون إلى الألعاب الأولمبية في أسرع وقت ممكن، وأكد أن الترياثلون كن أن يظهر كرياضة استعراضية في دورة الألعاب الأولمبية عام 1992 في برشلونة ولكن فقط تحت رعاية الاتحاد الدولي للخماسي الحديث (UIPMB). كان العديد من أعضاء مجتمع الترياثلون غير راضين عن الترتيب الذي يرغبون في عدم عقد اتحادهم كجزء من UIPMB. غير قادر على قبول العرض، أنشأ Samaranch لجنة عمل أولمبية للترياثلون في محاولة لتشكيل إجماع على مسار أولمبي لهذه الرياضة. تم اختيار ماكدونالد رئيسًا للجنة، بينما تم انتخاب السويدية ستور جوناسون أمينًا لها.
ثم في فبراير 1989، تم عقد اجتماع غير رسمي في فانكوفر، كندا حيث عمل أعضاء لجنة العمل بدون توقف لمدة أسبوع على الأنظمة الأساسية واللوائح المستقبلية الاتحاد الدولي للسباق الثلاثي. ثم في 1 أبريل 1989، حضر 30 اتحاداً وطنياً المؤتمر الأول للاتحاد الدولي للترياثلون في أفينيون، فرنسا. بعد مزيد من المناقشات حول كيفية المضي قدمًا للوصول إلى الألعاب الأولمبية، بما في ذلك رفض اتباع مسار UIPMB وكيف يجب أن تتطور الترياثلون اقتصاديًا ورياضيًا، يؤيد الكونجرس إنشاء اتحاد الترياثلون الدولي وينتخب أول لجنة تنفيذية له. تم انتخاب ماكدونالد رئيسًا. تُمنح مدينة أفينيون أيضًا شرف استضافة بطولة العالم الأولى.
في عام 1991، اعترفت اللجنة الأولمبية الدولية بالاتحاد الدولي للسباق الثلاثي باعتباره الهيئة الإدارية الوحيدة لرياضة الترياثلون في دورتها السابعة والتسعين في برمنغهام، المملكة المتحدة. في عام 1993، وافقت ألعاب عموم أمريكا على المنافسة في مسابقة Pan Am Games عام 1995 في مار ديل بلاتا، الأرجنتين. ثم في سبتمبر 1994، تمت إضافة الترياثلون إلى البرنامج الأولمبي باعتباره رياضة لكسب الميداليات في دورة الألعاب الأولمبية لعام 2000 في سيدني، أستراليا.

## منظمات
تأسس الاتحاد الدولي للسباق الثلاثي (ITU) في عام 1989 باعتبارها الهيئة الدولية الحاكمة للرياضة، مع الهدف الرئيسي، في ذلك الوقت، في وضع الترياتلون في البرنامج الأولمبي. فرض عقوبات الاتحاد وتنظم سلسلة السباق الثلاثي العالمية وكأس العالم سباقات كل عام، حيث توج ببطل العالم السنوي كل عام للنخبة الموالية للترياثلون يتم إجراء سباقات الاتحاد في الصياغة، المسودة بالشكل القانوني لسباق الدراجة، في حين أن الصياغة غير مسموح بها في مستوى الهواة. بالإضافة إلى ذلك، فإن الاتحاد لديه سلسلة Triathlon لمسافات طويلة. World Triathlon Corporation (WTC) هي شركة خاصة تعاني من العقوبات وتنظم Ironman وIronman 70.3 سباقات كل عام. تعمل هذه الأجناس كأحداث مؤهلة لبطولات العالم السنوية الخاصة بها. تعقد بطولة Wire Ironman World سنويا فيكايلوا-كونا هاواي في أكتوبر، بينما تعقد بطولة WIRETMAN 70.3 العالمية في سبتمبر وتغير الموقع كل عام. العلامات التجارية "Ironman" و «الحديد» هي ملك WTC. لذلك، طويلة المسافات متعددة الرياضة... من جانبه، لا يعاقب الاتحاد الدولي للاتصالات سباقات WTC ؛ ومع ذلك، يستخدم USAT مجموعة من قواعد الاتحاد الدولي للاتصالات ومركز التجارة العالمي لمعاقبة الأحداث التي تحمل علامة مركز التجارة العالمي.
توجد العديد من المنظمات الأخرى من الأندية المحلية التي تستضيف سباق 100 مشارك سنويًا لشركات مثل العلامة التجارية Challenge Family وتنتج أحداثًا بعيدة المدى حول العالم، وتتضمن أحداثًا مثل Challenge Roth. الرابطة الدولية للترياثلون (IUTA) هي الهيئة الإدارية الرسمية لـ Ultratriathlon ، والتي تتضمن الترياثلون في مسافات أطول من سباق المسافات الحديدية.

### نزاع
كان هناك تداخل بين هيئتين رئيسيتين لوضع القواعد، وهما الاتحاد الدولي للسباق الثلاثي ITU و WTC، في القواعد والسلطة، وهي قضية بدأت في خلق صراع في العقد الأول من القرن الحادي والعشرين. بلغ هذا ذروته في عام 2005 عندما طلب الاتحاد الدولي للسباق الثلاثي و USAT من جميع الاتحادات الثلاثية الوطنية رفض الاستمرار في فرض عقوبات على أي أحداث WTC. تنبع أسباب ذلك من عدم اعتراف WTC بالاتحاد الدولي للسباق الثلاثي باعتباره الهيئة الحاكمة للرياضة حيث كان WTC يحاول إنشاء اتحاد خاص به. علاوة على ذلك، جادل الاتحاد الدولي للسباق الثلاثي و USAT ضد دعم WTC لأنهما كانا منظمة مدفوعة بالربح، وأنه يتعارض بشكل مباشر مع عناوين الاتحاد الدولي، مثل بطولة العالم للمسافات الطويلة والقياسية، وأن مركز التجارة العالمي لم يتبع الوكالة العالمية لمكافحة المنشطات (WADA) القواعد. إذا لم تمتثل الدول الأعضاء في الاتحاد الدولي للسباق الثلاثي لقواعد ميثاق اللجنة الأولمبية الدولية (IOC)، فإنها تخاطر بالاستبعاد من البرنامج الأولمبي. ومع ذلك، في عام 2006، تراجع الاتحاد الدولي للسباق الثلاثي عن موقفه الذي يسمح للاتحادات الوطنية بفرض عقوبات مرة أخرى على WTC. كان هذا بسبب تسوية خارج المحكمة قبل أيام من مناقشة الدعوى في محكمة التحكيم الرياضية. كان لهذه التسوية تأثير كبير على سباقات WTC ، بما في ذلك عضوية WADA في WTC والاختبار خارج المنافسة للرياضيين النخبة.
منذ عام 2008، وبالتزامن مع التغييرات في الاتحاد الدولي للسباق الثلاثي و WTC، تعمل المنظمتان بشكل مطرد معًا. أدت الجهود التي بذلت عام 2012 و 2014 إلى الإعلان أن Ironman سيوحد القواعد المحددة لسباقات 2015 وسيبدأ التوحيد نحو قواعد الاتحاد الدولي للسباق الثلاثي بشأن سباقات المسافات الطويلة مع اهتمام خاص بقواعد الصياغة والعقوبات.
في عام 2017، وقع الاتحاد الدولي للسباق الثلاثي و WTC مذكرة تفاهم ذكرت فيها المنظمتان أنهما سوف:
- تنسيق جهود مكافحة المنشطات.
- إنشاء الاتحاد الدولي للسباق الثلاثي بالكامل باعتباره الاتحاد الدولي الوحيد للترياثلون.
- وضع قاعدة موحدة تركز على الرياضيين لفئات محددة من المسافات.
- موائمة الجهود لتعزيز نمو وتطور الرياضة.

## تنسيقات السباق
| اسم                               | السباحة                   | دراجة                 | يركض                   | ملاحظات |
| --------------------------------- | ------------------------- | --------------------- | ---------------------- | --- |
| أطفال الصلب                       | 100–750 م (110–820 ياردة) | 5-15 كم (3.1-9.3 ميل) | 1-5 كم (0.62–3.11 ميل) | تختلف المسافات باختلاف عمر الرياضي. انظر: أيرون كيدز                                                                                  |
| مبتدئ أستراليا                    | 300 م (330 ياردة)         | 8 كم (5.0 ميل)        | 2 كم (1.2 ميل)         | دورةمسائيةقياسية للمبتدئين في أستراليا (تسمى غالبًا سباقاتالترياتلونالمغرية).                                                          |
| 3–9–3 نيوزيلندا                   | 300 م (330 ياردة)         | 9 كم (5.6 ميل)        | 3 كم (1.9 ميل)         | دورة قياسية عن بعد للمبتدئين في نيوزيلندا.                                                                                            |
| سوبر سبرينت                       | 400 م (0.25 ميل)          | 10 كم (6.2 ميل)       | 2.5 كم (1.6 ميل)       | دورة سوبر سبرينت القياسية. |
| مبتدئ أوروبا                      | 400 م (0.25 ميل)          | 20 كم (12 ميل)        | 5 كم (3.1 ميل)         | دورة قياسية عن بعد للمبتدئين / اللياقة البدنية في أوروبا                                                                              |
| سبرينت                            | 750 م (0.47 ميل)          | 20 كم (12 ميل)        | 5 كم (3.1 ميل)         | نصف المسافة الأولمبية. بالنسبة للسباقات القائمة على المسبح، تعد السباحة 400 أو 500 متر (1300 أو 1600 قدم) شائعة.                      |
| الأولمبية                         | 1.5 كم (0.93 ميل)         | 40 كم (25 ميل)        | 10 كم (6.2 ميل)        | تُعرف أيضًا باسم "المسافة الدولية" أو "الدورة القياسية" أو "الدورة التدريبية القصيرة".                                                  |
| Triathlon 70.3.1 تحديث            | 1.9 كم (1.2 ميل)          | 90 كم (56 ميل)        | 21.1 كم (13.1 ميل)     | يُعرف أيضًا باسم "المسافة المتوسطة" أو "70.3" (إجمالي الأميال المقطوعة) أو "نصف الرجل الحديدي".                                         |
| عالم الترياثلون -مسافة طويلة (O2) | 3.0 كم (1.9 ميل)          | 80 كم (50 ميل)        | 20 كم (12 ميل)         | المسافة الأولمبية المزدوجة مسافة بطولة عالم الترياثلون للمسافات الطويلة 2007 و 2009.                                                  |
| Triathlon 140.6                   | 3.9 كم (2.4 ميل)          | 181 كم (112 ميل)      | 42.2 كم (26.2 ميل)     | يُعرف أيضًا باسم "المسافة الطويلة" أو "المسافة الكاملة" أو "140.6" (إجمالي الأميال المقطوعة) أو " الرجل الحديدي الترياثلون".            |
| عالم الترياثلون -مسافة طويلة (O3) | 4.0 كم (2.5 ميل)          | 120 كم (75 ميل)       | 30 كم (19 ميل)         | ما يسمى بالمسافة الأولمبية الثلاثية، مسافة بطولات الاتحاد الدولي للترياثلون الترياثلون للمسافات الطويلة معظم السنوات بما في ذلك 2016. |
| المصدر:                           |                           |                       |                        | |

تصنف الترياثلون الأطول من المسافة الكاملة على أنها الترياثلون الفائق.
لا تقتصر رياضة الترياثلون بالضرورة على هذه المسافات المحددة. يمكن أن تكون المسافات أي مجموعة من المسافات التي يحددها منظمو السباق لتلبية قيود المسافة المختلفة أو لجذب نوع معين من الرياضيين.
تم إنشاء المسافة الأولمبية القياسية 1.5/40/10 km (0.93/24.8/6.2 ميل) من قبل مدير سباق الترياثلون منذ فترة طويلة جيم كيرل في منتصف الثمانينيات، بعد أن أنتج هو وشريكه كارل توماس سلسلة الترياثلون الأمريكية (USTS) بين عام 1982 و 1997.
بالإضافة إلى المسافات المذكورة أعلاه، ظهر حدثان جديدان لمسافات طويلة، أحداث 111 و 222. المسافة 111 هي1 كـم (0.62 ميل) سباحة،100 كـم (62 ميل) ركوب الدراجات و 10 كـم (6.2 ميل) الجري، المجموع 111 كـم (69 ميل). 222 المسافة ضعف ذلك. معظم سباقات الترياثلون هي أحداث فردية. وشكل آخر هو تتابع الترياثلون، حيث يتناوب فريق من المنافسين على المنافسة في السباق؛ يجب على كل متسابق القيام بجزء من السباحة وركوب الدراجات والجري. بدأت بطولة العالم للسباق الثلاثي المختلط بتصنيفين منفصلين للرجال والنساء. في عام 2009، تبنت تنسيق التتابع المختلط 4x4 ، حيث يتكون كل فريق من رجلين وامرأتين. السباق الثلاثي في الألعاب الأولمبية للشباب لها أيضًا تتابع مختلط 4x منذ عام 2010، وسيتم تقديم الحدث في الألعاب الأولمبية الصيفية 2020
يقبل الاتحاد الدولي للاتصالات بهامش خطأ بنسبة 5٪ في الدورة وتشغيل مسافات المسار. على الرغم من أنه يمكن أن يكون هناك بعض الاختلاف في مسافات السباق، خاصة بين سباقات الترياثلون القصيرة، إلا أن معظم سباقات الترياثلون تتوافق مع أحد المعايير المذكورة أعلاه.

## تنظيم السباق
بشكل عام، تتطلب المشاركة في السباق الثلاثي أن يقوم الرياضي بالتسجيل والاشتراك قبل السباق الفعلي. بعد التسجيل، غالبًا ما يتم تزويد المتسابقين برقم السباق، قبعة السباحة الملون، وإذا كان الحدث يتم توقيته إلكترونيًا، يتم تزويد المتسابقين بنطاق توقيت. سيتم تزويد الرياضيين أو إطلاعهم على تفاصيل الدورة والقواعد وأي مشاكل يجب البحث عنها (حالة الطريق، الإغلاق، إشارات المرور، محطة المساعدة). في حدث كبير، مثل الرجل الحديدي أو بطولة مضمار طويل، قد يُطلب من الرياضيين إعداد دراجتهم وتسجيل وصولها في المنطقة الانتقالية قبل يوم أو يومين من بدء السباق، وتركها بين عشية وضحاها وتحت الحراسة.
في يوم السباق، قبل بدء المنافسة، سيتم تزويد الرياضيين عمومًا برف للدراجات لحمل دراجتهم وجزء صغير من المساحة الأرضية للأحذية والملابس وما إلى ذلك في منطقة الانتقال. في بعض سباقات الترياتلون، توجد منطقتان انتقاليتان، واحدة لتغيير السباحة / الدراجة، ثم واحدة لتغيير الدراجة / الجري في موقع مختلف.
يتم تصنيف المتسابقين بشكل عام إلى فئتين منفصلتين محترف وهواة. غالبًا ما يُشار إلى الهواة، الذين يشكلون الغالبية العظمى من رياضيي الترياثل، باسم «الفئات العمرية» نظرًا لتصنيفهم عادةً حسب الجنس والعمر؛ التي تتيح الفرصة للمنافسة ضد الآخرين من جنس المرء وفئته العمرية. يتم تحديد الفئات العمرية في فترات مدتها خمس أو عشر سنوات. عادة ما يكون هناك حد أدنى للعمر؛ والتي يمكن أن تختلف من عرق إلى آخر. في بعض سباقات الترياتلون، قد يكون لدى الرياضيين الهواة الأثقل وزنًا خيار التنافس ضد آخرين أقرب إلى وزنهم لأن الوزن غالبًا ما يعتبر عائقًا أمام السرعة. على سبيل المثال، بموجب قواعد USA Triathlon ، فإن الرياضيين في "Clydesdale" هم هؤلاء الرجال220 رطل (100 كـغ), في حين أن الرياضيين في «أثينا» من النساء165 رطل (75 كـغ). يمكن للأجناس والمنظمات الأخرى أن تختار ما إذا كانت ستقدم أقسامًا من نوع كليديسدال وأثينا أم لا وتضع معايير الوزن الخاصة بها.
اعتمادًا على نوع السباق وحجمه، قد يتم تنفيذ أي من الطرق التالية لبدء السباق. في بداية جماعية، يدخل جميع الرياضيين إلى الماء ويبدأون المنافسة بعد إشارة بدء واحدة. في أحداث بدء الموجة، تبدأ مجموعات أصغر من الرياضيين السباق كل بضع دقائق. عادة ما يتم تحديد موجة الرياضي إما عن طريق الفئة العمرية أو من خلال وقت السباحة المتوقع. تعد بدايات الموجة أكثر شيوعًا في السباقات القصيرة حيث يتنافس عدد كبير من الرياضيين الهواة. خيار آخر هو بدء تجربة الوقت الفردي، حيث يدخل الرياضيون الماء واحدًا تلو الآخر، على بعد بضع ثوانٍ.
يمكن أن تحدث ساق السباحة في أي مسطح مائي متاح ، سواء كان جسمًا مائيًا طبيعيًا أو حمام سباحة. تعتبر أرجل السباحة التي لا تحدث في حمام السباحة السباحة في المياه المفتوحة حيث يستمر المسار عادةً حول سلسلة من العوامات قبل خروج الرياضيين من المياه بالقرب من منطقة الانتقال. يخرج المتسابقون من الماء ويدخلون منطقة الانتقال ويتغيرون من ملابس السباحة إلى معدات ركوب الدراجات. أدت المنافسة والضغط لأوقات أسرع إلى تطوير ملابس الترياتلون المتخصصة المناسبة للسباحة وركوب الدراجات ، مما يسمح للعديد من المتسابقين بالانتقال الذي يتكون من إزالة بذلة الغوص والقبعة والنظارات الواقية وسحب الخوذة وركوب الدراجات فقط أحذية. في بعض الحالات ، يترك المتسابقون أحذية ركوب الدراجات الخاصة بهم متصلة بدواسات دراجاتهم وتنزلق أقدامهم فيها أثناء الركوب. لا يرتدي بعض الرياضيين الجوارب ، مما يقلل من الوقت الذي يقضونه في الانتقال أكثر.
في معظم السباقات ، «محطة المساعدة» الموجودة على الدراجة ودورات الجري توفر المياه ومشروبات الطاقة للرياضيين أثناء مرورهم. غالبًا ما توفر محطات المساعدة في الأحداث الطويلة أنواعًا مختلفة من الطعام أيضًا ، بما في ذلك عناصر مثل شريط الطاقة وجل الطاقة والفواكه وملفات تعريف الارتباط والحساء والثلج.
بمجرد أن ينتهي المتسابقون من السباق الثلاثي الحدث ، توجد عادةً محطة مساعدة أخرى لهم للحصول على الماء والفواكه والمرطبات الأخرى بعد السباق.  من حين لآخر ، في نهاية الأحداث الأكبر أو الأطول ، قد تكون وسائل الراحة المتوفرة واحتفالات ما بعد السباق أكثر تفصيلاً.

## قواعد السباق الثلاثي
في حين أن القواعد المحددة للسباق الثلاثي يمكن أن تختلف اعتمادًا على الهيئة الحاكمة (مثل الولايات المتحدة الأمريكية Triathlon، الاتحاد الدولي للسباق الثلاثي)، بالإضافة إلى مكان السباق الفردي ، هناك بعض القواعد العالمية الأساسية. تقليديا ، الترياتلون هي رياضة فردية ويتنافس كل رياضي ضد المسار والساعة لأفضل وقت. على هذا النحو ، لا يُسمح للرياضيين بتلقي المساعدة من أي شخص آخر خارج السباق ، باستثناء متطوعي المساعدة المعتمدين من السباق والذين يوزعون الطعام والماء في الدورة.
يتم توقيت السباق الثلاثي في خمسة أقسام متتالية:
1. من بداية السباحة إلى بداية الانتقال الأول (وقت السباحة)
2. من بداية الانتقال الأول إلى نهاية الانتقال الأول (وقت T1)
3. من بداية ركوب الدراجات إلى نهاية ساق الدراجات (وقت ركوب الدراجات)
4. من بداية الانتقال الثاني إلى نهاية الانتقال الثاني (وقت T2)
5. أخيرًا من بداية السباق إلى نهاية السباق ، وفي ذلك الوقت يتم الانتهاء من السباق الثلاثي.[48]

تُنشر النتائج عادةً على مواقع الويب الرسمية وستُظهر لكل رياضي في السباق الثلاثي وقت السباحة ؛ وقت الدورة (مع التحولات المدرجة)؛ مدة العرض؛ والوقت الإجمالي. تقوم بعض السباقات أيضًا بنشر أوقات الانتقال بشكل منفصل.
تختلف القواعد الأخرى الترياثلون من سباق إلى آخر وتتضمن عمومًا أوصافًا للمعدات المسموح بها (على سبيل المثال ، يُسمح ببدلات الغوص في أحداث USAT في مرحلة السباحة في بعض السباقات عندما تكون درجة حرارة الماء أقل من78.1 °ف [25.6 °م]), ويحظر التدخل بين الرياضيين. بالإضافة إلى ذلك ، فإن استخدام الزعانف أو غيرها من أدوات الدفع والطفو غير قانوني في الترياتلون ويمكن أن يؤدي إلى فقدان الأهلية.
إحدى القواعد التي تتضمن ساق الدراجة هي أنه يجب ارتداء خوذة المنافس قبل أن يتسلق المنافس (أو حتى يستحوذ عليها ، في بعض الولايات القضائية) الدراجة النارية ويجب أن تظل على متنها حتى ينزل المتسابق ؛ قد لا يُطلب من المتسابق ارتداء الخوذة عندما لا يكون على الدراجة (على سبيل المثال أثناء إصلاح مشكلة ميكانيكية). سيؤدي عدم الامتثال لهذه القاعدة إلى فقدان الأهلية. بالإضافة إلى ذلك ، أثناء السير على مسار الدراجة ، يجب دفع جميع الدراجات بقوة بشرية وقوة بشرية فقط. بخلاف دفع الدراجة ، يُحظر أي عمل دفع ناتج عن استخدام اليدين. في حالة تعطل دراجة أحد المنافسين ، يمكنه المضي قدمًا في السباق طالما أنه يقوم بذلك مع دراجته في القطر. هناك أيضًا قواعد صارمة فيما يتعلق بخط «تركيب الدراجة». لا يجوز للمتسابقين بدء ركوب دراجتهم خارج المرحلة الانتقالية حتى يتجاوزوا خطًا محددًا بوضوح. قد يؤدي تركيب الدراجة قبل ذلك إلى فرض عقوبة (على سبيل المثال: تم منح عقوبة مدتها 15 ثانية في أولمبياد لندن 2012 إلى جوني براونلي، وهو منافس من بريطانيا العظمى، بسبب دراجته في وقت مبكر جدا).
يمكن فرض عقوبات زمنية أخرى أثناء السباق ، من بين أمور أخرى ، الصياغة على الدراجة في سباق غير صياغة ، وتمرير غير لائق ، ورمي القمامة في المسار ، وسلوك غير رياضي.

## السباق الثلاثي واللياقة البدنية
غالبًا ما يستخدم المشاركون في الترياثلون هذه الرياضة لتحسين لياقتهم البدنية أو الحفاظ عليها. مع كون كل رياضة حدثًا للقدرة على التحمل ، فإن التدريب على الترياثلون يوفر فوائد صحية ل القلب والأوعية الدموية التمارين بالإضافة إلى ذلك ، يواجه الرياضيون إصابات أقل من أولئك الذين يستخدمون الجري فقط كجزء من روتين التمرين بسبب دمج السباحة منخفضة التأثير والتدريب على الدراجة.
يقضي رياضيو الترياثلون ساعات طويلة في التدريب على المنافسات ، مثل المشاركين الآخرين في حدث التحمل. هناك ثلاثة مكونات تم بحثها لتحسين أداء رياضات التحمل ؛ القدرة الهوائية، عتبة اللاكتات ، والاقتصاد. الإصابات التي تحدث من ساعات طويلة من نشاط واحد ليست شائعة في الترياثلون كما هي في الأحداث الرياضية الفردية. ينطبق تأثير التدريب المتقاطع الذي يحققه الرياضيون من التدريب لرياضة واحدة عن طريق القيام بنشاط ثانٍ على تدريب الترياثلون. الأنشطة الإضافية التي يؤديها الرياضيون لتحقيق فوائد التدريب المتقاطع هي اليوجا والبيلاتس وتدريب الوزن.

### سباحة
غالبًا ما يستخدم الرياضيون الترياثليون أرجلهم بشكل أقل نشاطًا وحذرًا من السباحين الآخرين ، مما يحافظ على عضلات أرجلهم للدورة والجري لمتابعة. يستخدم العديد من الرياضيين ضربات السباحة المتغيرة للتعويض عن المياه الغازية المضطربة والحفاظ على الطاقة للسباحة الطويلة. بالإضافة إلى ذلك ، تشتمل غالبية سباقات الترياثلون على مراحل سباحة في المياه المفتوحة (خارجية)، بدلاً من حمامات السباحة ذات علامات الممرات. نتيجة لذلك ، يجب أن يتسابق رياضيو الترياثلون في مرحلة السباحة للحصول على المنصب ، ويمكن أن يكتسبوا بعض المزايا عن طريق الصياغة، متابعة أحد المنافسين عن كثب للسباحة في Slipstream. غالبًا ما يستخدم رياضيو الترياثلون «غوص الدلافين» لإحداث تقدم في مواجهة الأمواج ، وتصفح الجسم (هي رياضة ركوب الموجة دون استخدام أي جهاز قابل للطفو) لستخدام طاقة الأمواج لسرعة قليلة في نهاية مرحلة السباحة. كما أن السباحة في المياه المفتوحة تتطلب «الرؤية»: رفع الرأس للبحث عن المعالم أو العوامات التي تحدد المسار. تسمح الضربة المعدلة للرياضي برفع الرأس فوق الماء للرؤية دون مقاطعة السباحة أو إهدار الطاقة.
نظرًا لأن مناطق السباحة في المياه المفتوحة غالبًا ما تكون باردة ولأن ارتداء بدلة الغوص يوفر ميزة تنافسية ، فقد تم تطوير ملابس الترياثلون في مجموعة متنوعة من الأساليب لتلائم ظروف الماء. على سبيل المثال ، تم تصميم بدلات الغوص بدون أكمام والمقطعة فوق الركبة للمياه الأكثر دفئًا ، مع توفير القدرة على الطفو. تعتبر بدلات الغوص قانونية في الأحداث الخاضعة للعقوبات التي تكون فيها درجة حرارة المياه السطحية26 °م (79 °ف)أو أقل. في الأحداث التي لا تخضع للعقوبات أو في فصول «الفئات العمرية» حيث يشارك معظم المتسابقين ببساطة للاستمتاع بالرياضة بدلاً من التنافس على وضع الترياثلون الرسمي، غالبًا ما يمكن استخدام بدلات الغوص في درجات حرارة أخرى. يقوم مديرو السباق في بعض الأحيان بتثبيط ملابس الغوص أو حظرها إذا كانت درجة حرارة الماء أعلى29 °م (84 °ف) بسبب السخونة الزائدة التي يمكن أن تحدث أثناء ارتداء بدلة الغوص. تم تنفيذ قواعد أخرى من قبل منظمي السباق فيما يتعلق بكل من سماكة بدلة الغوص وكذلك استخدام «جلود السباحة»؛ التي يجب أخذها في الاعتبار من قبل المشاركين في سباقات الترياثلون المستقبلية. وضعت بعض هيئات المعاقبة للترياثلون قيودًا على سمك مادة بدلة الغوص. بموجب قواعد الاتحاد الدولي للترياثلون وبعض الهيئات الإدارية الوطنية ، لا يجوز أن يزيد سمك البدلة عن5 مـم (0.20 بوصة).

### ركوب الدراجات
يمكن أن يختلف ركوب الدراجات الترياثلون عن معظم سباقات الدراجات الاحترافية اعتمادًا على ما إذا كان الصياغة مسموحًا به أثناء المنافسة. في بعض المسابقات ، مثل تلك التي تحكمها USA Triathlon و World Triathlon Corporation ، لا يُسمح بالصياغة ، وبالتالي فإن جزء ركوب الدراجات يشبه إلى حد كبير السباق تجربة زمنية فردية. في السباقات الأخرى ، مثل تلك الموجودة في كأس العالم والبطولة، تعد السباقات والصياغة وتشكيل peloton قانونية. يركز هذا على أداء الجري حيث سيدخل العديد من الرياضيين الدراجة لتشغيل الانتقال في نفس الوقت بسبب الصياغة.
تم تحسين دراجات الترياثلون بشكل عام للديناميكا الهوائية، ولها مقود خاص يسمى قضبان هوائية أو ثلاثية القضبان، عجلات هوائية ومكونات أخرى. تستخدم دراجات الترياثلون هندسة متخصصة ، بما في ذلك زاوية شديدة الانحدار أنبوب المقعد لتحسين الديناميكا الهوائية ولتجنب مجموعات العضلات اللازمة للجري.
في نهاية قسم الدراجة، غالبًا ما يقوم الرياضيون أيضًا بالدوران باستخدام إيقاع أعلى (دورات في الدقيقة)، والذي يعمل جزئيًا على إبقاء العضلات مرتخية ومرنة للجري.

### جري
السمة المميزة الأساسية للركض في الترياتلون هي أنها تحدث بعد أن يكون الرياضي قد مارس بالفعل في تخصصين آخرين لفترة طويلة من الزمن ، لذلك فإن العديد من العضلات متعبة بالفعل. يمكن أن يكون تأثير التحول من ركوب الدراجات إلى الجري عميقًا ؛ غالبًا ما يندهش الرياضيون لأول مرة من ضعف العضلات، والذي قد يكون ناجمًا عن تراكم اللاكتات، إحساس مؤلم أحيانًا في أفخاذهم على بعد بضع مئات من الأمتار أثناء الجري، ويكتشفون أنهم يجرون بوتيرة أبطأ بكثير مما اعتادوا عليه في التدريب. يتدرب الرياضيون الثلاثيون على هذه الظاهرة من خلال التدريبات الانتقالية المعروفة باسم «الطوب»: التدريبات المتتالية التي تتضمن اثنين من التخصصات، الأكثر شيوعًا ركوب الدراجات والجري.

### الانتقال
يحدث التغيير من الرياضة إلى الرياضة في منطقة انتقال مخصصة. يوفر الانتقال منطقة انطلاق حيث يتم إنشاء دراجات وأحذية ركض ومرطبة وغيرها من العتاد لاستخدامها خلال هذا الحدث. الانتقال الأول، والمعروف باسم "T1"، هو بين أجزاء السباحة إلى الدراجة من السباق. الانتقال الثاني ، ''T2' ، هو بين أجزاء الدراجة للركض. معظم الأحداث منطقة انتقال مشتركة لكل من T1 و T2، بينما بعض الأحداث نقطة إلى نقطة لها اثنين من مناطق الانتقال منفصلة. الوقت الذي يقضيه في مرحلة الانتقال هو جزء من الوقت ويساهم في الوقت الكلي لإنهاء الحدث.

## الترياثلون حالياً
بعد 1930 لم يُسمع ما يذكر عن هذه الرياضة، حتى عام 1974، حيث بدأ مجموعة من الأصدقاء التدرب على ساحل ميسون في مدينة سان دييغو جنوب ولاية كاليفونيا. تم توثيق هذا الحدث، الذي أقيم بمعزل عن السباق الفرنسي. بين تلك المجموعة كان هناك عدائين وسباحين ودراجين، قبل أن تتحول فترات التدريب الطويلة إلى سباق حقيقي. في 25 ستبمبر 1974 أقيم السباق الأول على نفس الساحل، بتنظيم ورعاية كلا من جاك جونستون ودون شانهان، وقد شارك فيه 42 رياضي، وتم الاحتفال بذلك اليوم بانطلاق الترياثلون بشكلها الحديث.

## منافسات الترياثلون
- ترياثلون (Triathlon).
- ترياثلون سبرينت أو ترياثلون السريع (Sprint Triathlon).
- ترياثلون للمسافات البعيدة (Long Distance Triathlon).
- ترياثلون الريفي (Cross Triathlon).
- ترياثلون الرملي (XTERRA Triathlon).
- ترياثلون الشتوي (Winter Triathlon).
- الرجل الحديدي (Ironman Triathlon).
- نصف الرجل الحديدي (Ironman 70.3).